# Una noche con Sabrina Love
Una noche con Sabrina Love és una pel·lícula argentina de comèdia dramàtica de 2000 escrita i dirigida per Alejandro Agresti i protagonitzada per Cecilia Roth, Tomás Fonzi, Norma Aleandro, Fabián Vena i Giancarlo Giannini. Està basada en la novel·la homònima de l'escriptor Pedro Mairal. El film és una coproducció al costat de França, Itàlia i Països Baixos.

## Sinopsi
Daniel Montero (Tomás Fonzi) té disset anys i un ritu nocturn: mirar el programa de la porno star del moment. Per això, quan gana el concurs per passar una nit amb Sabrina Love (Cecilia Roth), sent que ha tocat el cel amb les mans. Sabrina l'espera en l'estudi de televisió de Buenos Aires. Daniel inicia la travessia des de Curuguazú, el poblet de província en el qual viu amb la seva àvia des que els seus pares van morir, envoltat d'un tedi exasperant, un desagradable treball al frigorífic del poble i les periòdiques inundacions que l'aïllen de la resta del món.
Com aquests herois que descobreixen el món i es cobreixen a si mateixos al llarg d'un camí atzarós i accidentat, Daniel troba una galeria de personatges que l'ajudaran a créixer a força de consells savis o enganyosos: Carmelo, el poeta noctàmbul que habita els bars del centre de la ciutat; Enrique, el germà de Daniel, que ja no és el mateix i que no sap de la mort dels seus pares; Sofía una jove que el sedueix el dissabte a la nit; i, per descomptat, l'enigmàtica Sabrina Love, al costat del seu seguici de productors i col·legues de la indústria de cinema porno. Gràcies a ells Daniel experimenta la ciutat, el sexe i l'amor de la manera més inesperada.

## Repartiment
- Cecilia Roth... Sabrina Love
- Tomás Fonzi... Daniel Montero
- Norma Aleandro... Julia
- Fabián Vena... Enrique
- Julieta Cardinali... Sofía
- Mario Paolucci... Carmelo
- Carlos Roffé... Parini
- Giancarlo Giannini... Leonardo
- Charly García... Él mismo
- Daniel Kolankowsky... Barra del pueblo
- Walter Eduardo Fernández... Barra del pueblo
- Silvio Morent... Barra del pueblo
- Oscar Alegre... Carboni
- Héctor Fontelles... Figari
- Sebastián Polonsky... Bianchi
- Pedro D'Angelo... Operador deforme
- Andy Muschietti... TV Switcher
- Jimena Canton... Control Switcher
- Jessica Ramos... Sexcretaria
- María Emilia Ofeid... Sexcretaria
- Karina Berti... Sexcretaria
- Cecilia Sarli... Sexcretaria
- Lorena Colotta... Sexcretaria
- Tamae Garateguy... Sexcretaria
- Marcelo Oliveira... Sexcretario
- Christian Merino... Sexcretario
- Alexandre Sauchensko... Sexcretario
- Silvia Fontelles... Martita
- Melisa Budini... María
- Sergio Poves Campos... Racano
- Luis Margani... Camionero
- Sergio Agresti... Soldado 1
- Maximiliano Miranda... Soldado 2
- Fernando Sena... Soldado 3
- Juan Acevedo... Daniel 3 años
- Lucas Acevedo... Daniel 3 años
- Alejandro Cuevas... Padre de Daniel
- Marcos Woinski... Gordo del auto
- Andrea Giase... Madre de Daniel
- Juan Ignacio Vagna Costa... Daniel 10 años
- Héctor Zualet... Guardia de seguridad
- Grupo Ráfaga... Ellos mismos
- Pablo Bossi... Camarógrafo de TV
- Alejandro Faile... Seguridad de la bailanta
- Eugenia Cáceres... Mujer en la bailanta
- Silvia Giser... Mujer en la bailanta
- Damián Aquino... Hombre en la bailanta
- Gabriel Cejas... Hombre en la bailanta
- Ezequiel Ezquenazi... Gango
- Marcelo Cheskis... Cortejo fúnebre
- Juana Lazaroni... Abuela de Daniel
- Atilio Sigona... Mozo chiquilín
- Ricardo Ponce... Tanguero
- Karina Ferreira... Culona
- Alejandra Noel Varela... Bárbara Smith
- Rodolfo Olmedo... Actor porno
- Rodrigo Rocco... Operador de Much Music
- Grupo Bola 8... Ellos mismos
- Roberto Malgoz... Despachante de la terminal
- Luis Romanín... Pasajero del ómnibus

## Premis
- Festival de Cinema Iberoamericà de Huelva: Premi Colon de Plata; Millor actriu, Cecilia Roth; Huelva; 2000.[2]
- VII Mostra de Cinema Llatinoamericà de Lleida: Millor actor, Tomás Fonzi; Lleida, 2001.[3]
- Asociación de Cronistas Cinematográficos de la Argentina: Premis Cóndor de Plata; nominada als de Millor actriu, Cecilia Roth; Millor actor revelació, Tomás Fonzi; Millor actriu revelació, Julieta Cardinali; Millor guió adaptat, Alejandro Agresti; 2001.